# 克里米亚站 (莫斯科中央环线)
克里米亞站（羅馬化：Krymskaya）是莫斯科地鐵莫斯科中央環線的一個車站，同時也是莫斯科鐵路局莫斯科小環市鐵路31公里處的車站。此站的收費系統由莫斯科地鐵提供，服務則由莫斯科地鐵和俄羅斯鐵路共同提供。

## 圖片

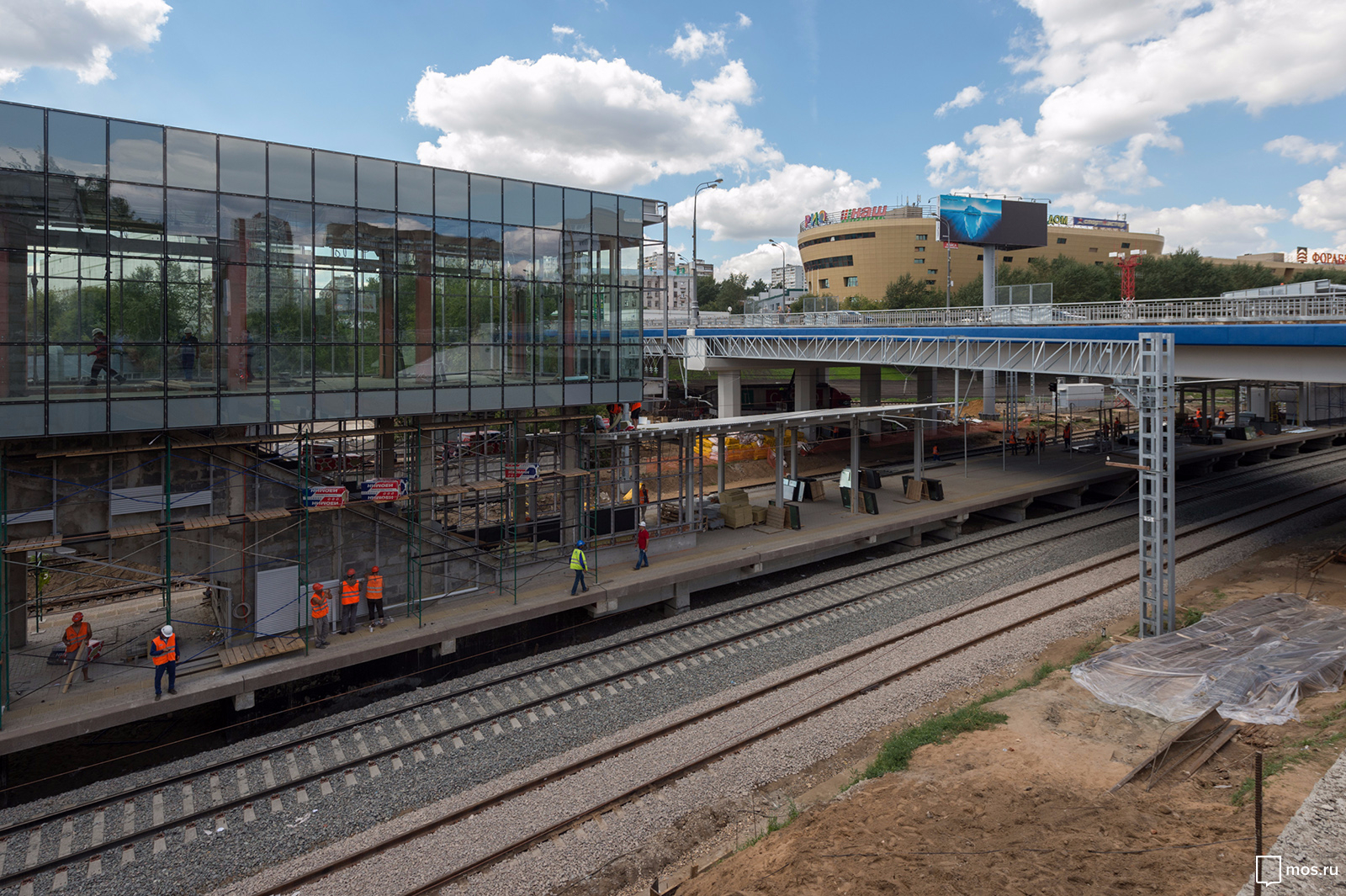
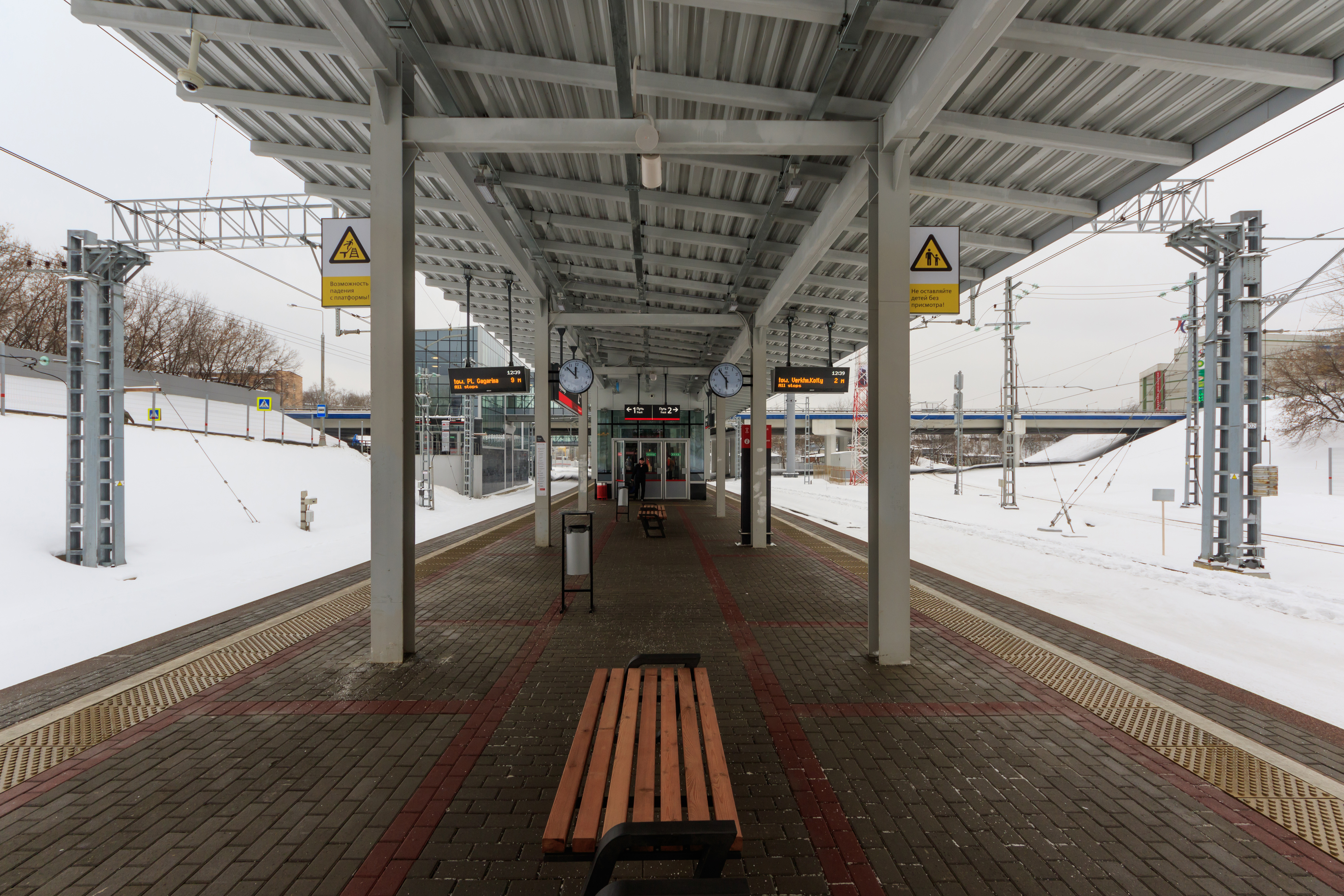
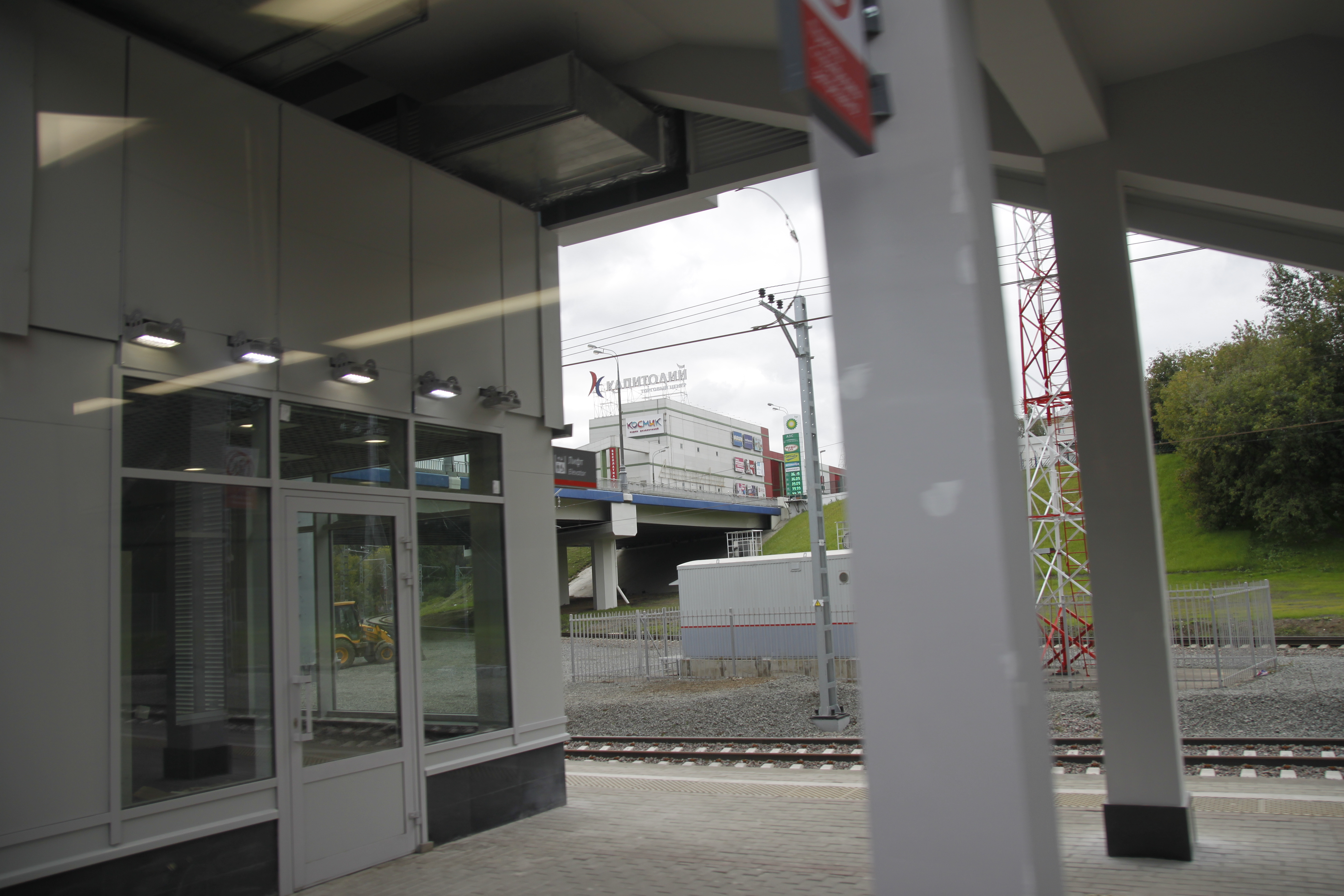
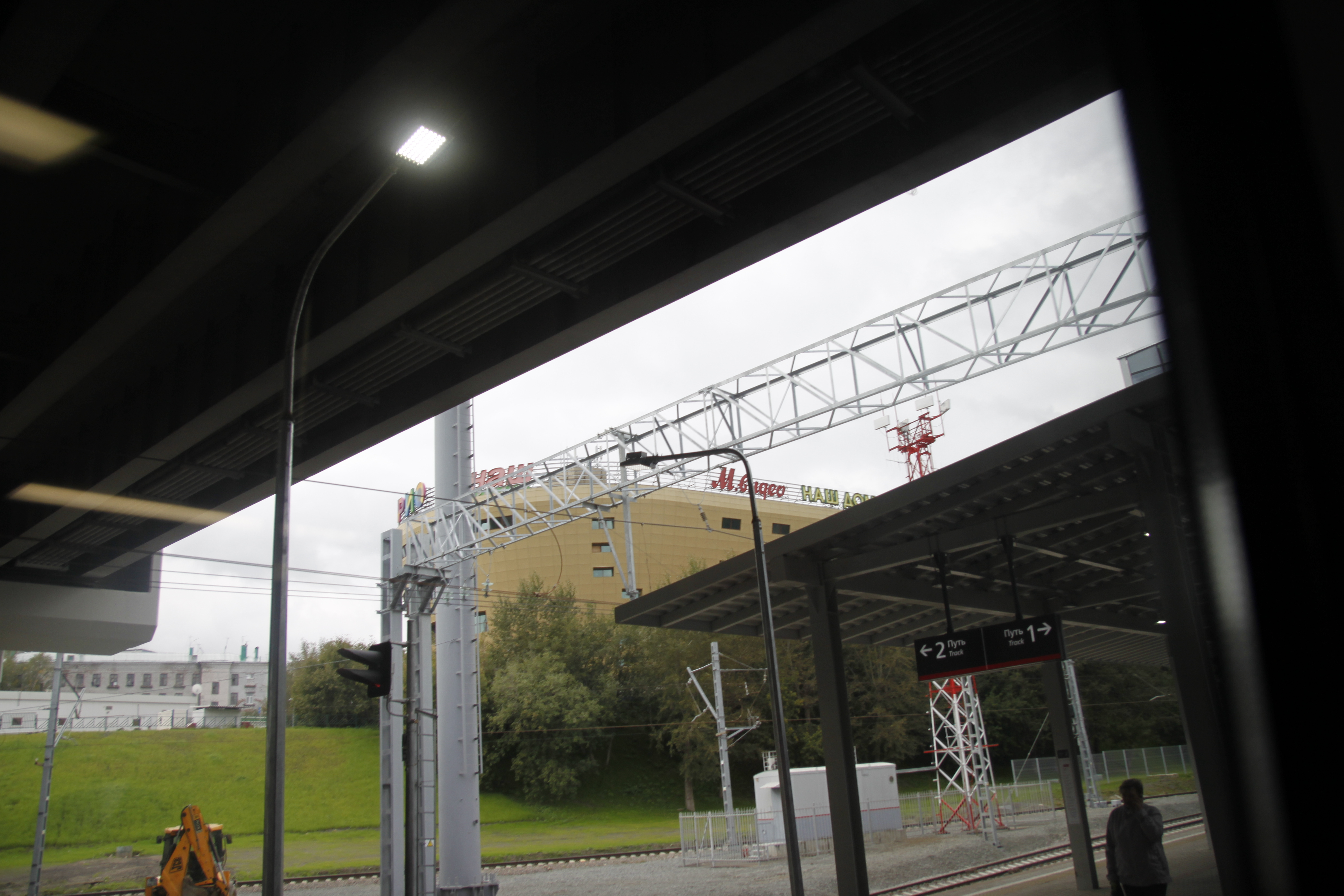

## 外部連結
- Крымская mkzd.ru